# Contea di Putnam (Illinois)
La contea di Putnam (in inglese Putnam County) è una contea dello Stato dell'Illinois, negli Stati Uniti. La popolazione al censimento del 2000 era di 6 086 abitanti. Il capoluogo di contea è Hennepin.